# 齊心行動

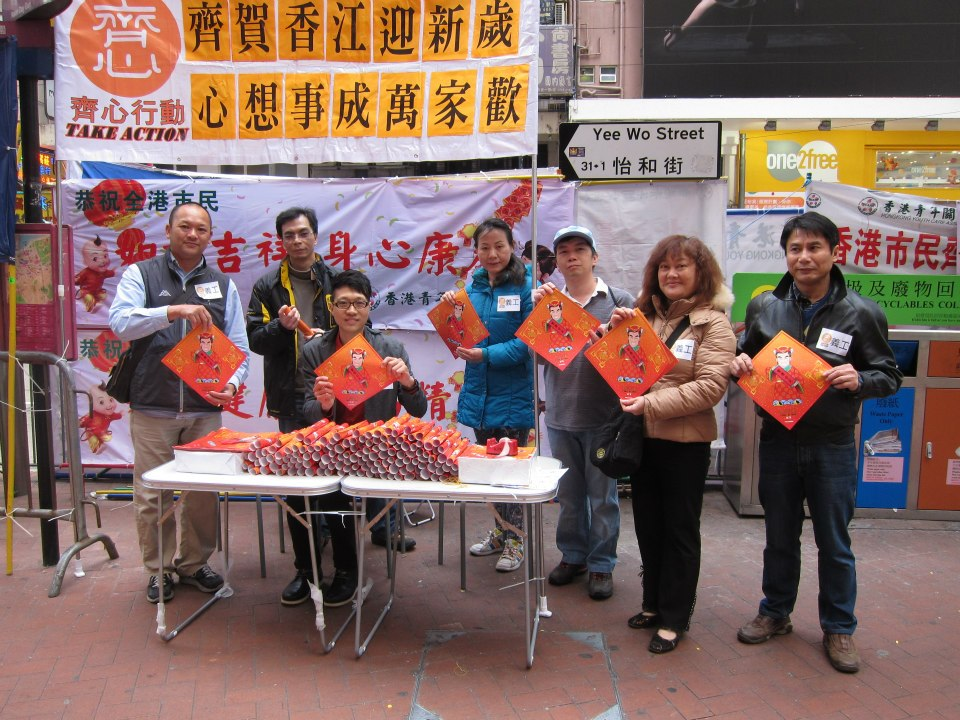
銅鑼灣街站

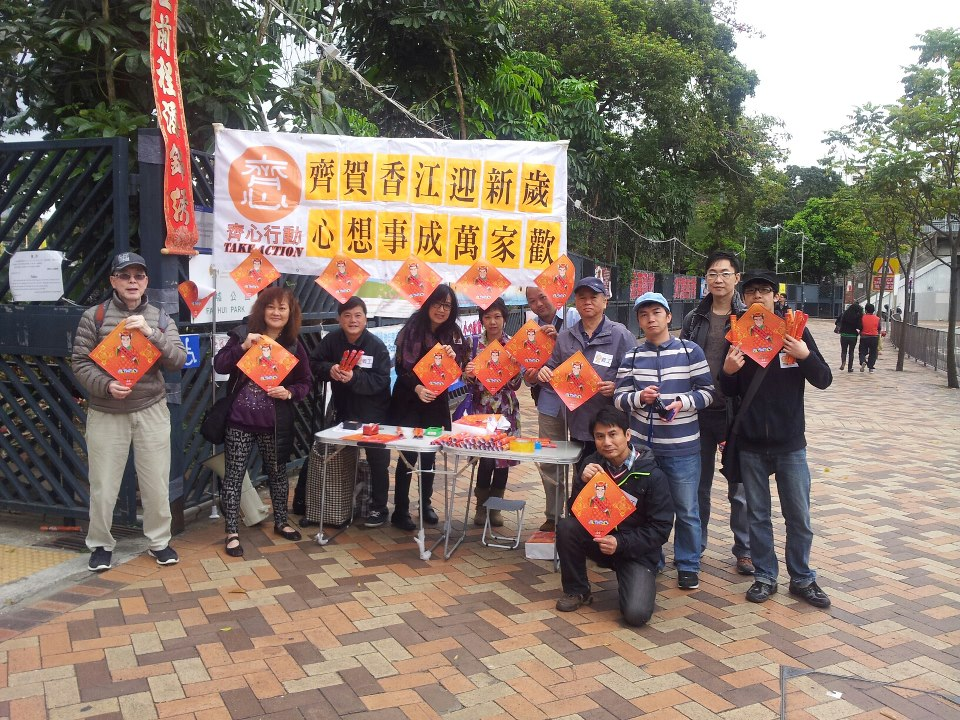
沙田區街站

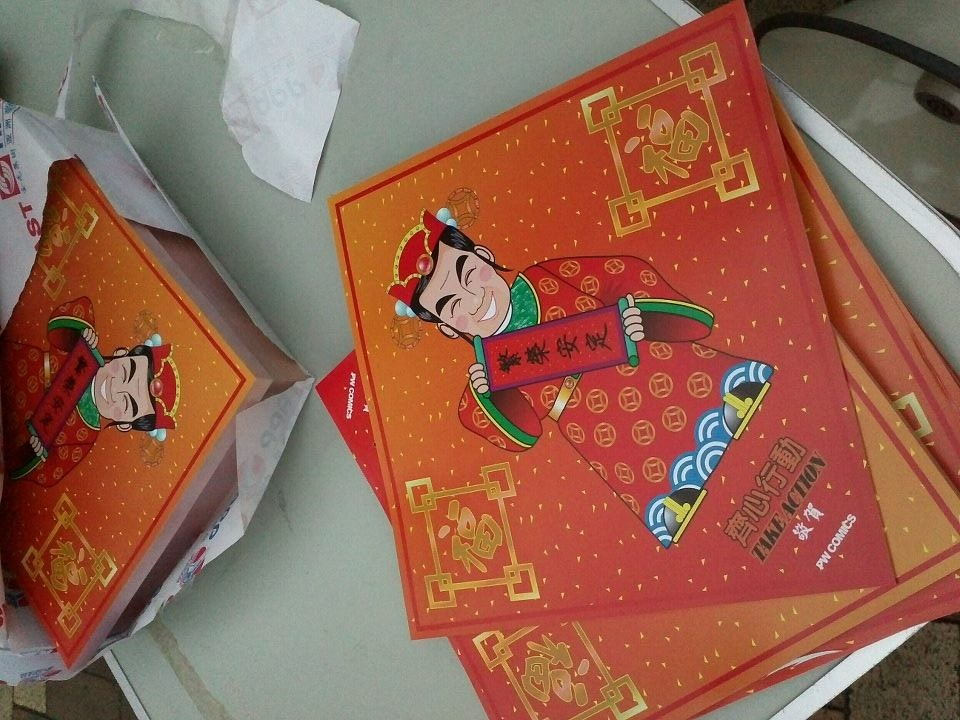
成員支持政府

「齊心行動」（Take Action）是2012年12月創建的支持梁振英政府的香港團體。

## 背景
始自2012年年12月頭的網路社群Facebook，由20人核心成員開始, 至2012年12月20日自稱有300多成員，宗旨“無名無利無黨派”並自稱由全港不同階層不同行業的小市民發起，聲稱沒政治取向，沒背景，自己出錢出力，每人夾港幣100元作為活動經費，支持現任香港行政長官梁振英。齊心行動成員對新政府上任后的表現，都是正面讚許的，認為梁振英政府先后推出不少改善民生的政策，體現「執政為民」和「做實事」的大方向。
2012年尾，香港傳媒報導有香港市民發起「齊心行動」，表明「撐」梁振英政府施政。「齊心行動」由一批熱心市民組織300成員，約40核心成員街頭舉行「支持梁振英」簽名運動，自資製作CD光碟，支持梁振英有效施政。

## 簽名及發聲運動成績
「齊心簽名撐CY活動」2012年12月連續兩天在銅鑼灣、旺角及沙田設街站。義工收集市民簽名，支持CY施政，結果收到逾12,500名市民簽名支持。
2013年1月1日在旺角街頭收集簽名及市民發聲影像，共收集了約3000千個市民簽名支持，55段影像及30段錄音訪問。